# Царь скорпионов 2: Восхождение воина
«Царь скорпионов 2: Восхождение воина» (англ. The Scorpion King 2: Rise of a Warrior) — американский приключенческий боевик 2008 года, выпущенный прямо на DVD, приквел к фильму 2002 года «Царь скорпионов», который сам является приквелом к переосмыслению «Мумии» 1999 года. Съёмки фильма начались 1 октября 2007 года в Кейптауне, Южная Африка. Дата выхода фильма в США была запланирована на 19 августа 2008 года, и он был выпущен на дисках Blu-ray и DVD.
Когда молодой Метаяс становится свидетелем смерти своего отца от рук злого военачальника, его стремление отомстить превращает его в самого страшного воина доисторического мира.

## Сюжет
События начинаются в царстве Аккад, который находится между реками Тигр и Евфрат, в период правления царя Хаммурапи. 
Юный Метаес готовится вступить в царскую гвардию «Черных скорпионов», как и его отец Ашур. Он проходит курс тренировок у воина по имени Саргон, который помимо военного мастерства обладает так же черной магией. Во время тренировок Саргон замечает, что один из курсантов — девочка в мужской одежде. Ею оказывается подруга Метаеса Лейла, которая хотела доказать, что девочки ни чем не хуже парней. Поскольку девочек не принимали в боевой отряд, Саргон планирует наказать её, но тут вступается Метаес. В разгар ссоры между Саргоном, Метаесом и подоспевшим Ашуром появляется Хаммурапи, и говорит, что при любом исходе примет сына Ашура в ряды Скорпионов. В этот момент глаза Саргона чернеют, и он говорит, обращаясь к Метаесу и Ашуру, что они ещё пожалеют. В ту же ночь Ашур погибает, став жертвой колдовства Саргона.
Проходит время, Метаес становится воином «Чёрных скорпионов». Возвращаясь домой из лагеря, он узнаёт, что царь теперь Саргон, а Хаммурапи умер. Ной (брат Метаеса; его второй брат — Джесап, который погибает в оригинальном фильме, сбежал из дома) открыто заявляет, что Хаммурапи был убит Саргоном. Саргон установил авторитарный режим. Он вызывает к себе юного воина, и просит доказать ему свою преданность, казнив того, кто оскорбляет царя. В этот момент стража приводит закованного в кандалы Ноя. Метаяс разрубает оковы мечом, и бежит вместе с ним. Саргон тем временем произносит заклинание, и пускает стрелу, которая следует за беглецами, и попадает в спину Ноя. Брат Метаеса умирает у него на руках. Метаес решает отомстить Саргону за всё. От греческого поэта Ари, он узнаёт, что одолеть Саргона может только Дамоклов меч. Чтобы достать этот артефакт Метаес с друзьями отправляется в Царство мёртвых, побеждая Минотавра, и повелительницу Царства мертвых богиню Астарту.
Астарта решает расквитаться с Метаесом. Она наделяет Саргона ещё большей силой. Он превращается в гигантского невидимого скорпиона. Вернувшийся Метаес вступает с ним в бой, и в ходе поединка обливает его маслом, что делает монстра видимым, после чего пронзает его Дамокловым мечом. Саргон умирает, принимая видимость и человеческий облик.
Царем становится Самсу-илуна, сын Хаммурапи, а Метаес отправляется на поиски новых приключений…

## В ролях
| Актёр             | Роль                                                  |
| ----------------- | ----------------------------------------------------- |
| Майкл Копон       | Метаес                                                |
| Рэнди Кутюр       | Саргон полководец царя Хаммурапи                      |
| Карен Дэвид       | Лейла                                                 |
| Том Ву            | Фонг акробат из Китая                                 |
| Саймон Куотерман  | Ари греческий поэт                                    |
| Андреас Вишневски | Поллукс                                               |
| Натали Беккер     | богиня Астарта                                        |
| Пьер Марэ         | Метаес в детстве                                      |
| Питер Батлер      | Ашур отец Метаеса, воин из отряда «Чёрных скорпионов» |
| Джереми Кратчли   | Бальдо                                                |
| Шейн Мани         | Джесап                                                |

## Производство
В августе 2007 года сообщалось, что Дуэйн Джонсон не будет повторять свою роль, но вместо этого Майкл Копон был выбран на роль молодого Метаяса, Карен Дэвид — на главную героиню, Лейлу и Рэнди Кутюр — на главную роль злодея, Саргона.

## Прием
Beyond Hollywood сказал, что «фильм — полная потеря, вы должны задаться вопросом, что могли бы сделать создатели фильма с лучшим сценарием, лучшим актёрским составом и режиссёром, который не настолько случаен, чтобы вызывать ярость». Аарон Пек из Blog Critics сказал: «Мне очень хотелось, чтобы этот фильм понравился. Первый „Царь скорпионов“ — это праздник смеха, да, но смотреть его интересно. Этот фильм болезненный».
Кейт Улих из UGO сказал, что фильм «дешёвый, уродливый, мертвящий, в нем отсутствует даже обычная порядочность, чтобы быть непреднамеренно забавным, явная неуместность возрастает с каждой проходящей сценой». «Не хватает действия, волнения и, что более важно, качества», добавив: «Хотя стоимость производства достаточно приличная для такого фильма, вы можете сказать с первой минуты, что этот фильм был сделан просто чтобы совпасть с театральным выпуском Мумии: Гробница Императора Драконов».
Сэм Слоан из A Slice of Sci-Fi сказал, что фильм «на ступеньку выше по качеству, чем то, что обычно показывают субботним вечером на канале Sci-Fi», отметив, что режиссёр Рассел Малкахи «смог превратить то, что должно было быть совершенно ужасным фильмом в смотрибельный фильм, который не заставлял меня чувствовать, что я потратил впустую полтора часа своего времени». Кеннет Браун из Hi-Def Digest сказал, что «Царь скорпионов 2» «кажется прерванный пилотный телесериал, болезненно затянутый, но настолько ошеломляюще простой, что невозможно заботиться о его персонажах или центральных конфликтах».
Кристофер Монфетт из IGN дал ему шесть баллов из десяти и, оценивая его по сравнению с другими фильмами, записанными непосредственно на DVD, сказал, что «все участники, по крайней мере, стремились к чему-то стоящему, и хотя усилия не всегда приносят плоды, есть развлекательный фильм здесь, если вы можете сохранить свою перспективу нетронутой.»
Фильм заработал 11 893 296 долларов на продажах домашних СМИ.

## Продолжение
Продолжение под названием «Царь скорпионов 3: Книга мёртвых» было выпущено 10 января 2012 года на DVD и Blu-ray Disc с Виктором Вебстером в роли Метаяса.